# Kylix halocydne
Kylix halocydne är en snäckart som först beskrevs av Dall 1919.  Kylix halocydne ingår i släktet Kylix och familjen Drilliidae. Inga underarter finns listade i Catalogue of Life.